# Нитрофурантоин
Нитрофурантои́н (действующее вещество: (E)-1-[(5-нитро-2-фуранил)метилен]амино-2,4-имидазолидиндион в виде натриевой соли, торговое наименование: «Фурадонин») — лекарственное средство с выраженным противомикробным действием, производное нитрофуранов.
Лекарственные формы: таблетки 0,05 г, 0,1 г; таблетки для детей 0,03 г; таблетки, покрытые кишечнорастворимой оболочкой 30 мг, 100 мг.

## Химия
Под действием света нитрофорунтоин склонен к фотоизомеризации двойной связи C=N, что приводит к его разложению на 5-нитро-2-фуральдегид и 1-аминогидантоин.

## Фармакологическое действие
Противомикробное средство широкого спектра из группы нитрофуранов, прежде всего для лечения инфекций мочевыводящих путей. Нарушает синтез ДНК и РНК, белков, в бактериях и проницаемость клеточной мембраны. Эффективен в отношении грамположительных и грамотрицательных бактерий (Staphylococcus spp., Streptococcus spp., Shigella dysenteriae, Shigella flexneri, Shigella boydii, Shigella sonnei, Escherichia coli, Proteus spp.).

## Фармакокинетика
Абсорбция из желудочно-кишечного тракта — хорошая. Биодоступность — 50 % (пища увеличивает биодоступность). Скорость всасывания зависит от размеров кристаллов (микрокристаллическая форма характеризуется быстрой растворимостью и скоростью поглощения, коротким временем достижения максимальной концентрации (Cmax) в моче). Связь с белками плазмы — 60 %. Метаболизируется в печени и мышечной ткани. T1/2 — 20-25 мин. Проникает через плаценту и гемато-энцефалический барьер, выделяется с грудным молоком. Выводится полностью почками (30-50 % — в неизменённом виде).

## Показания
Бактериальные инфекции мочевыводящих путей (пиелит, пиелонефрит, цистит, уретрит), профилактика инфекций при урологических операциях или обследовании (цистоскопия, катетеризация и т. п.).

## Противопоказания
Гиперчувствительность, ХПН, ХСН II—III степени, цирроз печени, хронический гепатит, дефицит глюкозо-6-фосфатдегидрогеназы, острая порфирия, беременность, период лактации, детский возраст (до 1 мес).

## Режим дозирования
Внутрь, запивая большим количеством воды, взрослым — по 0,1-0,15 г 3-4 раза в день; детям — из расчёта 5-8 мг/кг/сут, суточную дозу делят на 4 приёма. Высшие дозы для взрослых: разовая — 0,3 г, суточная — 0,6 г. При острых инфекциях мочевыводящих путей продолжительность лечения — 7-10 дней. Профилактическое, противорецидивное лечение продолжается, в зависимости от характера заболевания, от 3 до 12 мес. Суточная доза в данном случае составляет 1-2 мг/кг.

## Побочные эффекты
Тошнота, рвота, аллергические реакции (волчаночноподобный синдром, артралгия, миалгия, анафилаксия, озноб, эозинофилия, сыпь), головокружение, головная боль, астения, нистагм, сонливость, интерстициальные изменения в лёгких, бронхообструктивный синдром, лихорадка, кашель, боль в грудной клетке, гепатит, холестатический синдром, периферическая невропатия, панкреатит, псевдомембранозный энтероколит, редко — боль в животе, диарея.
При длительном применении повышает риск злокачественных новообразований почек.
Нитрофурантоин и его производные (фурамаг, фуразидин и др.) и их метаболиты обладают выраженным токсическим действием на лёгочную ткань. Их приём может привести к развитию критических состояний, частота развития которых достаточно высока — 1 случай на 5000 пациентов при проведении одного курса терапии и 1 случай на 716 пациентов, при длительной (10 и более курсов) терапии. Наиболее часто встречаются острые формы, проявляющиеся одышкой, кашлем с мокротой или без неё, лихорадкой, миалгиями, эозинофилией, бронхоспазмом. В лёгких может наблюдаться лобарная инфильтрация, альвеолярная и плевральная экссудация, интерстициальное воспаление, васкулиты. Одновременно могут отмечаться сыпь, зуд, дискомфорт в груди. В основе острых реакций лежат аллергические проявления, развивающиеся в течение нескольких часов, реже минут. Поражения носят обратимый характер и быстро самостоятельно проходят после отмены препарата.
У примерно 1 из 20000 пациентов приём нитрофурантоина вызывает необратимые токсические повреждения лёгочной ткани, индуцируя развитие фиброза лёгких. При повторной и длительной терапии риск необратимых повреждений значительно возрастает. Симптомы фиброза появляются в период от нескольких дней до нескольких месяцев после приёма курса нитрофурантоина и медленно прогрессируют. К основной группе риска относятся пациенты с бронхиальной астмой (в том числе в анамнезе), с учётом способности нитрофурантоина индуцировать бронхоспазм и обострение аллергического воспаления в лёгких нитрофурантоин строго противопоказан для применения у пациентов с этими заболеваниями, а также при наличии фиброзных изменений в лёгких.
,

## Передозировка
- Симптомы: рвота.
- Лечение: приём большого количества жидкости приводит к повышению выведения препарата с мочой. Эффективен диализ.

## Взаимодействие
Одновременное применение налидиксовой кислоты и антацидов, содержащих магния трисиликат, уменьшает антибактериальный эффект. Несовместим с фторхинолонами. Лекарственные средства, блокирующие канальцевую секрецию, уменьшают антибактериальный эффект (за счёт снижения концентрации нитрофурантоина в моче) и увеличивают токсичность (повышается концентрация в крови) препарата.